# Mancha solar

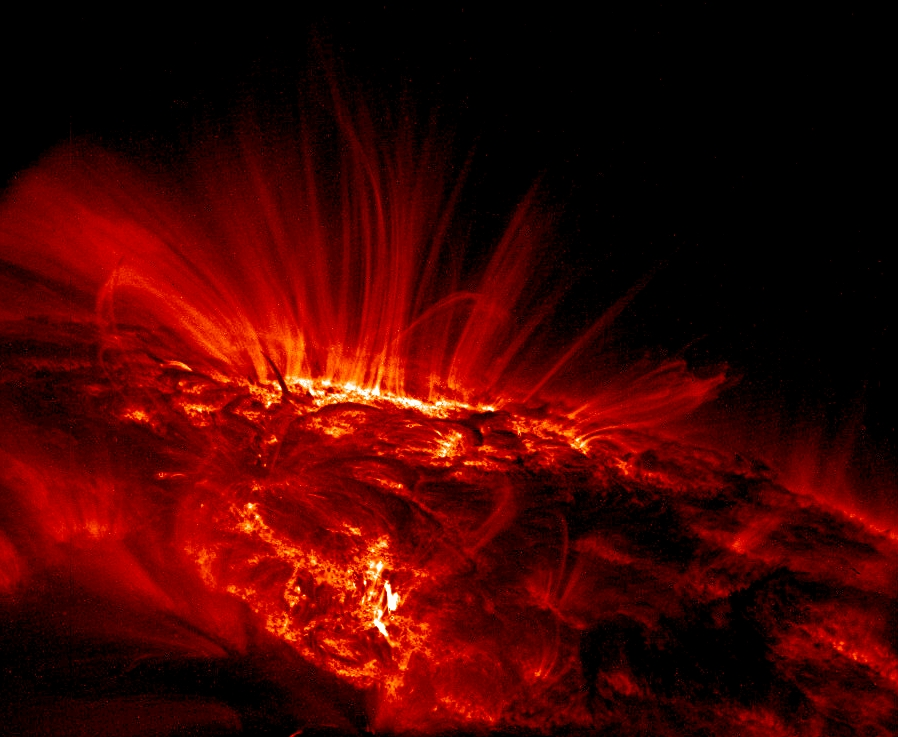
Un primer plano de mancha solar en luz ultravioleta, tomada por la nave espacial TRACE.

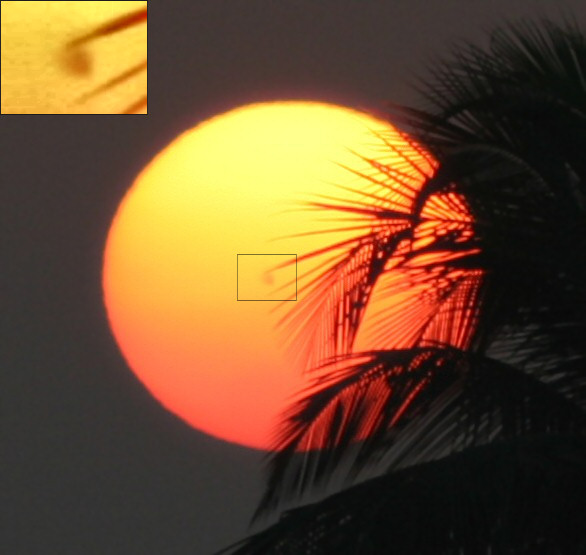
Una mancha solar visible a simple vista y tomada sin ningún equipo especial.

Una mancha solar es una región del Sol que tiene una temperatura más baja que sus alrededores, y con una intensa actividad magnética. Una mancha solar típica consiste en una región central oscura, llamada "umbra", rodeada por una "penumbra" más clara. Una sola mancha puede llegar a medir hasta 12.000 km (casi tan grande como el diámetro de la Tierra), pero un grupo de manchas puede alcanzar 120.000 km de extensión e incluso algunas veces más.
La penumbra está constituida por una estructura de filamentos claros y oscuros que se extienden más o menos radialmente desde la umbra. Ambas (umbra y penumbra) parecen oscuras por contraste con la fotosfera, simplemente porque están más frías que la temperatura media de la fotosfera; así la umbra tiene una temperatura de 4000 K, mientras que la penumbra alcanza los 5600 K, evidentemente inferiores a los aproximadamente 6000 K que tienen los gránulos de la fotosfera.
Por la ley de Stefan-Boltzmann, en que la energía total radiada por un cuerpo negro (como una estrella) es proporcional a la cuarta potencia de su temperatura efectiva (E = σT4, donde σ=5,67•10–8 W/m²K4; véase constante de Stefan-Boltzmann), la umbra emite aproximadamente un 32 % de la luz emitida por un área igual de la fotosfera y análogamente la penumbra tiene un brillo de un 71 % de la fotosfera.
La oscuridad de una mancha solar es solamente un efecto de contraste; si pudiéramos ver una mancha tipo, con una umbra del tamaño de la Tierra, aislada y a la misma distancia que el Sol, brillaría unas 50 veces más que la Luna llena. Las manchas están relativamente inmóviles con respecto a la fotosfera y participan de la rotación solar. El área de la superficie solar cubierta por las manchas se mide en términos de millonésimas de hemisferio solar visible.

## La historia
Las primeras observaciones sistemáticas de manchas solares fueron hechas por astrónomos chinos a partir del 28 a. C., si bien existen noticias puntuales anteriores desde el siglo IV a. C. Entre los años 28 a. C. y 1638 d. C. registraron un total de 112 manchas. Probablemente podían ver los grupos de manchas más grandes cuando la intensa luz del sol era filtrada por el polvo que el viento había llevado desde los desiertos del Asia central.
En Occidente la noticia más antigua sobre una mancha solar aparece en la Vida de Carlomagno, escrita en 807 d. C. En los siglos siguientes las observaron astrónomos musulmanes como Averroes y, ya en el siglo XV, también italianos.
En 1610 los astrónomos David Fabricius y su hijo Johannes observaron manchas mediante telescopios. David publicó una descripción en junio de 1611.
Galileo Galilei les enseñó manchas solares a astrónomos en Roma, y Schneider las observó probablemente durante dos o tres meses. La amarga disputa subsiguiente por la prioridad del descubrimiento entre Galileo y Schneider, ninguno de los cuales sabía del trabajo de los Fabricius, fue por tanto vana.
Las manchas solares tenían mucha importancia en el debate sobre la naturaleza del sistema solar. Se demostraba que el Sol giraba y sufría cambios, contrariamente a la enseñanza de Aristóteles. Los detalles de su claro movimiento no tenían una explicación sencilla excepto en el sistema heliocéntrico de Copérnico.

## La evolución de una mancha solar
Las manchas solares aparecen, crecen, cambian de dimensiones y de aspecto y luego desaparecen tras haber existido tras una o dos rotaciones solares, es decir durante uno o dos meses, aunque su vida media es aproximadamente dos semanas.
Suelen aparecer por parejas. Primero se observa una formación brillante, la fácula, y luego un poro, un intersticio entre la granulación de la fotosfera que empieza a oscurecerse. Al día siguiente ya hay una pequeña mancha, mientras en el poro gemelo a unos pocos grados de distancia aparece otra mancha. A los pocos días ambas manchas tienen el aspecto característico: una región central oscura llamada sombra con temperaturas alrededor de 2500 K y brillo un 20 % de la fotoesfera, rodeada de una zona grisácea y con aspecto filamentoso, la penumbra, con temperaturas alrededor de 3300 K y brillo un 75 % de la fotoesfera. Los filamentos claros y oscuros tienen una dirección radial. Los gránulos de la penumbra tienen también forma alargada de tamaños 0,5” a 2” y sus tiempos de vida son mucho mayores que los gránulos ordinarios desde 40 minutos a 3 horas. Junto a estas dos manchas principales aparecen otras más pequeñas. Todas las manchas tienen movimientos propios con velocidades de hasta centenares de kilómetros por hora. El grupo de manchas alcanza su máxima complejidad hacia el décimo día.
Las dos manchas principales de cada grupo se comportan como si fuesen los polos de un enorme y potente imán ya que entre ambos existe un campo magnético con una intensidad entre 0,2 y 0,4 T mientras que el campo magnético terrestre tiene una intensidad de solo 0,05 mT. La mancha que está al oeste solar se llama conductora y la que está al este solar conducida. En casi todos los grupos el eje entre las dos manchas no se dispone en la dirección este-oeste, sino que la mancha conductora está en ambos hemisferios más cercana al ecuador.
Se ha observado que a bajas altitudes existe un flujo de materia desde la sombra hacia la penumbra a una velocidad de 2000 m/s (efecto Evershed) y de fuera hacia adentro en altitudes mayores como la cromosfera (efecto Evershed inverso).

## Clasificación de las manchas
El esquema McIntoch ha reemplazado al esquema Zúrich en la clasificación de las manchas. Se utiliza un código de tres letras que describe la clase del grupo de mancha (sencilla, doble, compleja), el desarrollo penumbral de la mancha mayor y la compacidad del grupo. La letra A se reserva para los poros. La mayor parte de estos solo llegan al estadio B. Las manchas que llegan a desarrollarse alcanzan su mayor área al cabo de una decena de días y luego empiezan a degenerar de modo que la mancha seguidora desaparece por regla general primero. El esquema de Monte Wilson se utiliza para describir el campo magnético que puede ser sencillo, bipolar o complejo.

## Las manchas y la rotación solar
La medición del desplazamiento de las manchas solares sobre el disco ha permitido deducir que el Sol tiene un periodo de rotación de aproximadamente 27 días. No todo el Sol gira a la misma velocidad, puesto que no es un cuerpo rígido, así en el ecuador el periodo es de 25 días, a 40° de latitud es de 28 días y en los polos es aún mayor. A esto se le conoce como rotación diferencial.

## Variación de la actividad solar

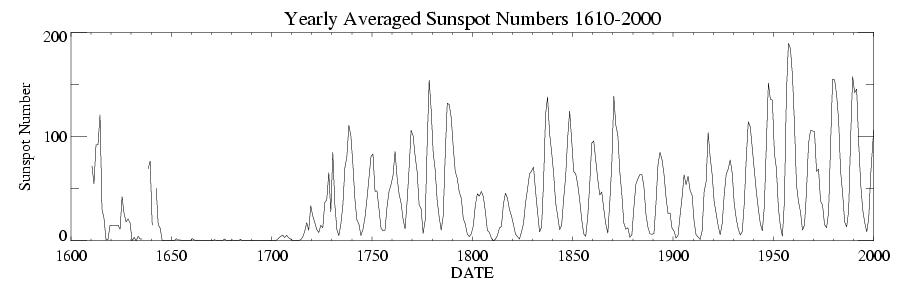
400 años de actividad solar.

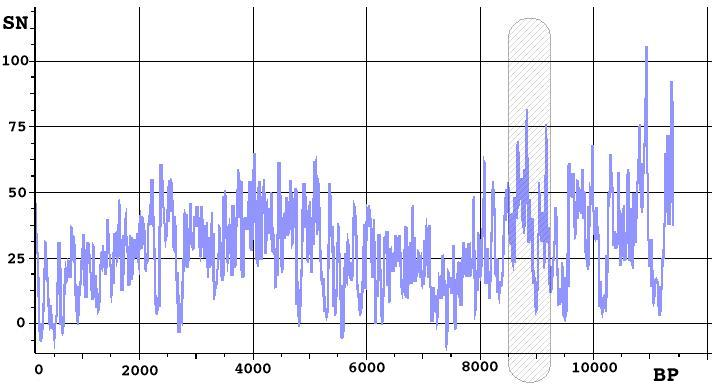
Reconstrucción de 11 000 años de manchas solares.

El número de manchas solares ha sido medido desde 1700 y hay estimaciones de 11 000 años atrás. La tendencia reciente es ascendente desde 1900 a los años sesenta.
Heinrich Schwabe fue el primero que observó la variación cíclica del número de manchas solar entre 1826 y 1843 y llevó a Rudolf Wolf a hacer observaciones sistemáticas que comienzan en 1848. El retraso en reconocer esta periodicidad del Sol se debe al comportamiento muy raro del Sol durante el siglo XVII. El número de Wolf es una expresión que combina manchas individuales y grupos de manchas y que permite tabular la actividad solar.
Wolf también estudió el registro histórico en un esfuerzo por establecer una base de datos con las variaciones cíclicas del pasado. Estableció una base de datos del ciclo hasta 1700.
Aparte del ciclo de 11 años se ha comprobado la existencia de un ciclo de unos 80 años durante la mitad del cual el número de manchas es bastante superior a la otra mitad.
Wolf estableció una base de datos del ciclo hasta 1700, aunque la tecnología y técnicas para las observaciones solares cuidadosas estaban ya disponibles en 1610. Gustav Spörer pensó que la razón para que Wolf fuera incapaz en extender el ciclo era que había un período de 70 años entre 1640 y 1715 en el que raramente se observaron manchas solares. Los registros históricos de manchas solares indican que después de su descubrimiento en 1611 hubo dos máximos separados 30 años y luego la actividad declinó hasta un nivel muy bajo hacia 1640 y así se mantuvo hasta 1715, en que hemos recuperado el ciclo tal como lo conocemos.
No se pudo apreciar el significado de la ausencia porque tras el descubrimiento de las manchas solares hubo 34 años de actividad y luego 70 sin ella, ¿quién podía decir lo que era normal?
La investigación sobre las manchas solares estaba inactiva durante los siglos XVII y principios del XVIII debido al Mínimo de Maunder durante el cual ninguna mancha solar fue visible; pero después de la reasunción de la actividad solar, Heinrich Schwabe en 1843 descubrió cambio periódico undecenal en el número de manchas solar.
Edward Maunder en 1895 y 1922 realizó estudios cuidadosos para descubrir que el problema no era la falta de datos observacionales sino la ausencia real de manchas. Para ello agregó al cuadro la ausencia durante el mismo periodo de auroras polares ligadas siempre a los ciclos de actividad solar. Las auroras que son normales en las islas británicas y en Escandinavia desaparecieron durante los 70 años de inactividad de modo que al reaparecer en 1715 causaron admiración y consternación en Copenhague y Estocolmo.
Puesto que las manchas solares son más oscuras es natural suponer que más manchas solares signifiquen menos radiación solar. Sin embargo, las áreas circundantes son más luminosas y el efecto global es que más manchas solares se asocian a un sol más luminoso. La variación es pequeña (del orden del 0,1 %) y solo se estableció por medidas por satélite de la variación solar a partir de los años ochenta. Durante el mínimo de Maunder hubo unos inviernos anormalmente fríos e intensas nevadas tal como lo demuestran los registros históricos. La Tierra pudo haber refrescado casi 1 K.
En 1920 Douglas hizo un trabajo pionero sobre la datación con los anillos de los árboles. Observó una tendencia general cíclica en la velocidad de crecimiento cada una o dos décadas. Al estudiar maderas de la segunda mitad del siglo XVII observó la ausencia de la periodicidad. Douglas leyó en 1922 el artículo de Maunder y le escribió para comunicarle su hallazgo.
Los anillos de los árboles demuestran este enfriamiento pues son más delgados durante los periodos fríos y muestran concentraciones anormalmente altas de carbono radioactivo (14C). Este tipo particular de carbono se produce a grandes alturas sobre la atmósfera terrestre, debido a la radiación cósmica procedente de la galaxia. Sabemos que durante un mínimo solar, el campo magnético del sol protege menos a la tierra de la radiación cósmica que a la vez hace que los niveles de carbono-14 suban. Se ha sugerido que algunas de las glaciaciones fueron el resultado de prolongados periodos de falta de actividad solar.

## Evolución de las manchas en un ciclo: diagrama de mariposa
Todas las manchas solares aparecen en ambos hemisferios en latitudes que van desde los 5° a los 40°.
La actividad solar ocurre en ciclos de aproximadamente once años. El punto de actividad solar más alta durante este ciclo es conocido como el máximo solar, y el punto de actividad más baja es el mínimo solar. Al principio de un ciclo, las manchas solares tienden a aparecer en las latitudes más altas (unos 40°) y a medida que el ciclo se acerca el máximo aparecen manchas con mayor frecuencia y cada vez a menos latitud (cerca del ecuador), hasta que se alcanza el máximo. Mientras esto ocurre, aparecen las primeras manchas del ciclo siguiente a una latitud de unos 40°. A esto se llama la ley de Spörer.
Hoy se sabe que hay varios períodos en el índice de la mancha solar (número de Wolf) el más importante tiene 11 años de duración media. Este período también se observa en la mayoría de las otras expresiones de la actividad solar y se une profundamente a una variación en el campo magnético solar que cambia la polaridad con este período.
George Ellery Hale une los campos magnéticos y las manchas solares para dar una comprensión moderna de la aparición de las manchas solares. Hale sugirió que el período de ciclo de mancha solar es de 22 años, cubriendo dos inversiones del campo del dipolo magnético solar. Horace W. Babcock propuso un modelo cualitativo después para la dinámica de las capas exteriores solares. El Modelo Babcock explica la conducta descrita por la ley de Spörer, así como otros efectos, debido a campos magnéticos que se retuercen por la rotación del Sol.

## Origen de las manchas solares
En las manchas hay un campo magnético con una intensidad de 0,3 T. Aunque los detalles de la creación de las manchas solares todavía son cuestión de investigación, está bastante claro que las manchas solares son el aspecto visible del tubo de flujo magnético que se forma debajo de la fotoesfera. En ellos la presión y densidad son menores y por esto se elevan y enfrían. Cuando el tubo de fuerza rompe la superficie de la fotoesfera aparece la fácula que es una región un 10 % más brillante que el resto. Por convección hay un flujo de energía desde el interior del sol. El tubo magnético se enrosca por la rotación diferencial. Si la tensión en el flujo del tubo alcanza cierto límite, el tubo magnético se riza como lo haría una venda de caucho. La transmisión del flujo de energía desde el interior del sol se inhibe, y con él la temperatura de la superficie. A continuación aparecen en la superficie dos manchas con polaridades magnéticas opuestas y ionizadas en los puntos en las que el tubo de fuerza corta a la fotoesfera.
Las recientes observaciones del satélite (SOHO) usando las ondas sonoras que viajan a través de la fotosfera del Sol permiten formar una imagen detallada de la estructura interior de las manchas solar, debajo cada mancha solar se forma un vórtice giratorio, esto hace que se concentren las líneas del campo magnético. Las manchas solares se comportan en algunos aspectos de modo similar a los huracanes terrestres.
Las manchas suelen presentarse en grupos bipolares cuyos componentes tienen polaridades magnéticas opuestas. El efecto Zeeman que consiste en un desdoblamiento de las rayas espectrales debido al campo magnético, ha permitido calcular la intensidad del campo magnético en las manchas y en el centro puede ser de unas décimas de tesla.
El número de manchas solares sigue un ciclo de unos 11 años al final del cual la polaridad de las manchas y del Sol se invierten pasando de norte-sur y de sur-norte. Así pues el periodo magnético del Sol es de 22 años.
El efecto Wilson nos dice que las manchas solares son realmente depresiones delante de la superficie del Sol.

## La observación de las manchas por los aficionados

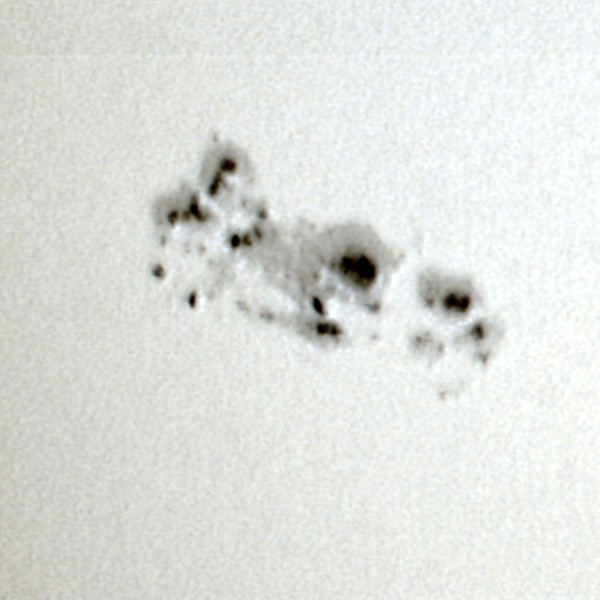
Un grupo grande de manchas solares en 2004; puede verse muy claramente el área gris alrededor de las manchas; también se puede ver la granulación de la superficie del Sol.

Las manchas solares se observan fácilmente incluso con un telescopio pequeño mediante proyección. En algunas circunstancias (los ocasos) pueden observarse las manchas solares a simple vista. Cabe destacar que los rayos solares pueden causar graves daños en los ojos (incluyendo ceguera permanente). Jamás se debe mirar directamente al Sol: puede causar un daño permanente en la retina, incluso antes de notar ningún daño. Lo mejor es proyectar la imagen del Sol sobre una pantalla. También es válido utilizar un filtro solar, pero tiene que ser un filtro de mylar que abarque todo el objetivo del telescopio y no solo el filtro ocular pues estos últimos se calientan mucho y se pueden romper espontáneamente.

## Relación de las manchas solares y fenómenos terrestres
Se han efectuado intentos de relacionar el ciclo de 11 años de las manchas solares con fenómenos cíclicos de la Tierra, como variaciones del clima, periodos de lluvia y sequía, variación en la longitud del día.
Ya hemos visto una correlación clara entre el crecimiento de los anillos de los árboles y la actividad solar.
Aparte de esta, las pocas correlaciones de este tipo que son razonablemente fiables parecen deberse a ligeras variaciones del flujo de energía total emitido por el Sol y a las tremendas perturbaciones magnéticas que podrían afectar a la parte superior de nuestra atmósfera. Esto podría influir en el clima terrestre.
Más clara es su relación con el estado de la ionosfera. Ello puede ayudar a predecir las condiciones de propagación de la onda corta o las comunicaciones por satélite. Se puede por tanto hablar de un clima espacial.

### Sucesos destacables
- El 1 de septiembre de 1859 el Sol emitió una señal luminosa sumamente poderosa, que en la Tierra interrumpió el servicio telegráfico. La aurora boreal causada en nuestra atmósfera fue visible en lugares tan al sur como La Habana, Hawái, y Roma. Una actividad similar se percibió en el hemisferio sur.
- La señal luminosa más poderosa observada por el instrumental de un satélite empezó el 4 de noviembre de 2003 a las 19:29 UTC, y saturó los instrumentos durante 11 minutos. La Región 486 parece haber producido un flujo de rayos X. Las observaciones holográficas y visuales indican actividad continuada en el Sol.